# Municipio de Tonanitla

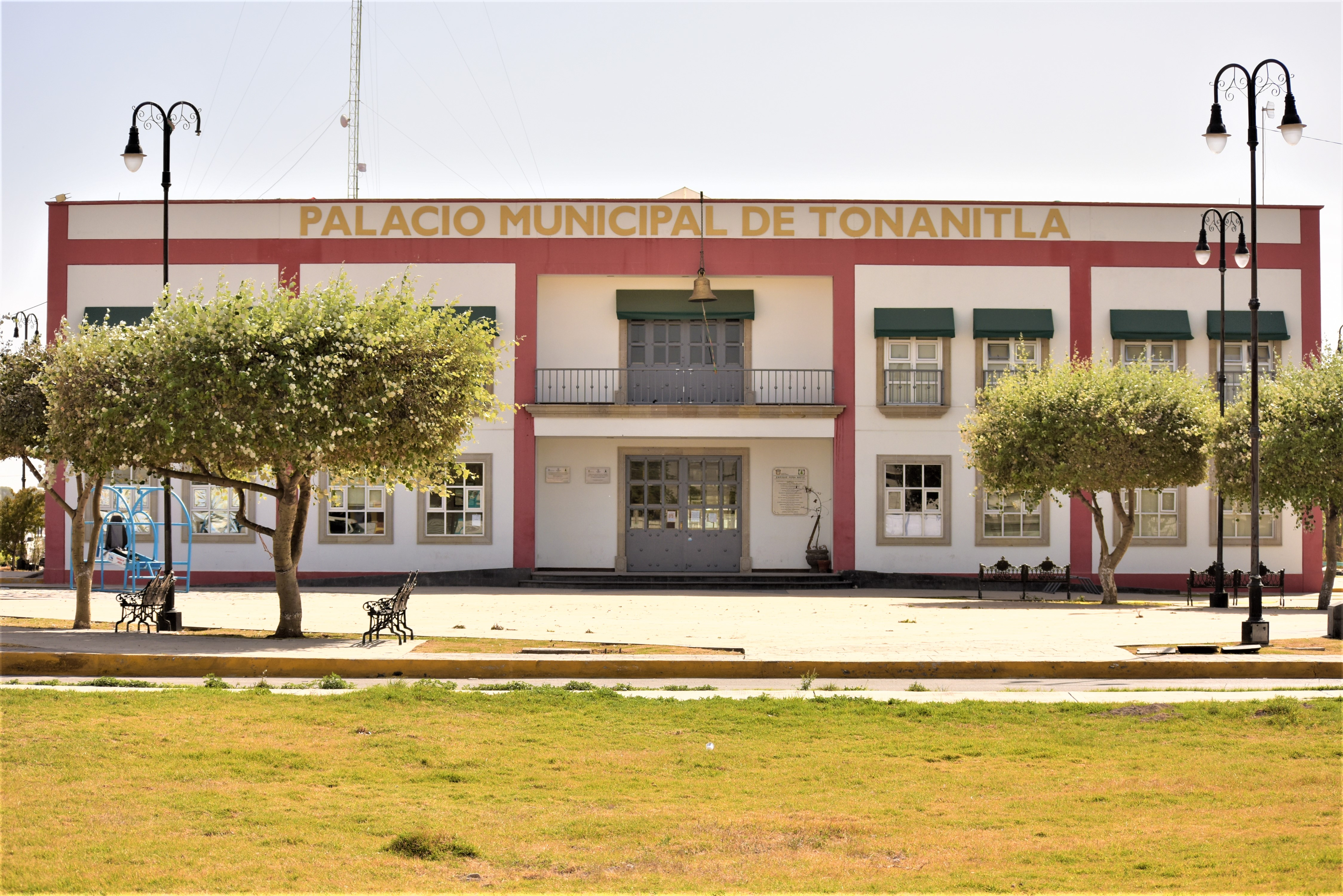
Palacio Municipal de Tonanitla

El municipio de Tonanitla es uno de los 125 municipios del Estado de México, y uno de los 7 municipios que integran la Región Zumpango. Su cabecera es la localidad de Santa María Tonanitla. El municipio de Tonanitla fue creado en 2003.

## Geografía
El Municipio de Tonanitla se localiza entre una longitud mínima de 99°2′42″ O y una longitud máxima 99°4′27″ O y una latitud mínima de 19°39′31″ N y una latitud máxima 19°41′59″ N, estando a una altitud promedio de 2240 metros sobre el nivel medio del mar.
Este municipio se encuentra en una posición estratégica y colinda al norte y noroeste con el municipio de Nextlalpan, al suroeste los municipios de Ecatepec,Tultitlán y Jaltenco. Al este y Sur con el municipio de Tecámac.
Cuenta con una superficie de 17,107 kilómetros cuadrados siendo su extensión territorial los límites que le han correspondido históricamente, los que de hecho y por derecho le han sido reconocidos y en los que ejerce actas de jurisdicción.

## División administrativa
Sus colonias son:
1. Pemex
2. Asunción
3. Las Chinampas
4. Candelaria
5. Valle Verde
6. Santa Cruz
7. Concepción
8. San Juan Zacazontla
9. Fraccionamiento Villas de Santa María
10. Ejido Tonanitla
11. Fraccionamiento Villas de Tonanitla

## Toponimia
La palabra Tonanitla proviene del nahuatl, lo podemos analizar de la siguiente manera: "To" es un posesivo que significa nuestra, "Nanti" es madre, y "Tlan" es locativo que significa junto, al lado; En síntesis nos diría "En el lugar de nuestra madre"
El glifo se describe como: una cabeza de mujer anciana sobre un cerro que expresa lugar, significa el sitio donde veneran a la diosa Tonan (nuestra madre). El color amarillo de la base hace referencia al pueblo Otomí que fue el original del valle, y el rojo hace referencia a la llegada del pueblo chichimeca, que fue la segunda corriente que llegó para fusionarse.

## Historia

Boulevard de Tonanitla.

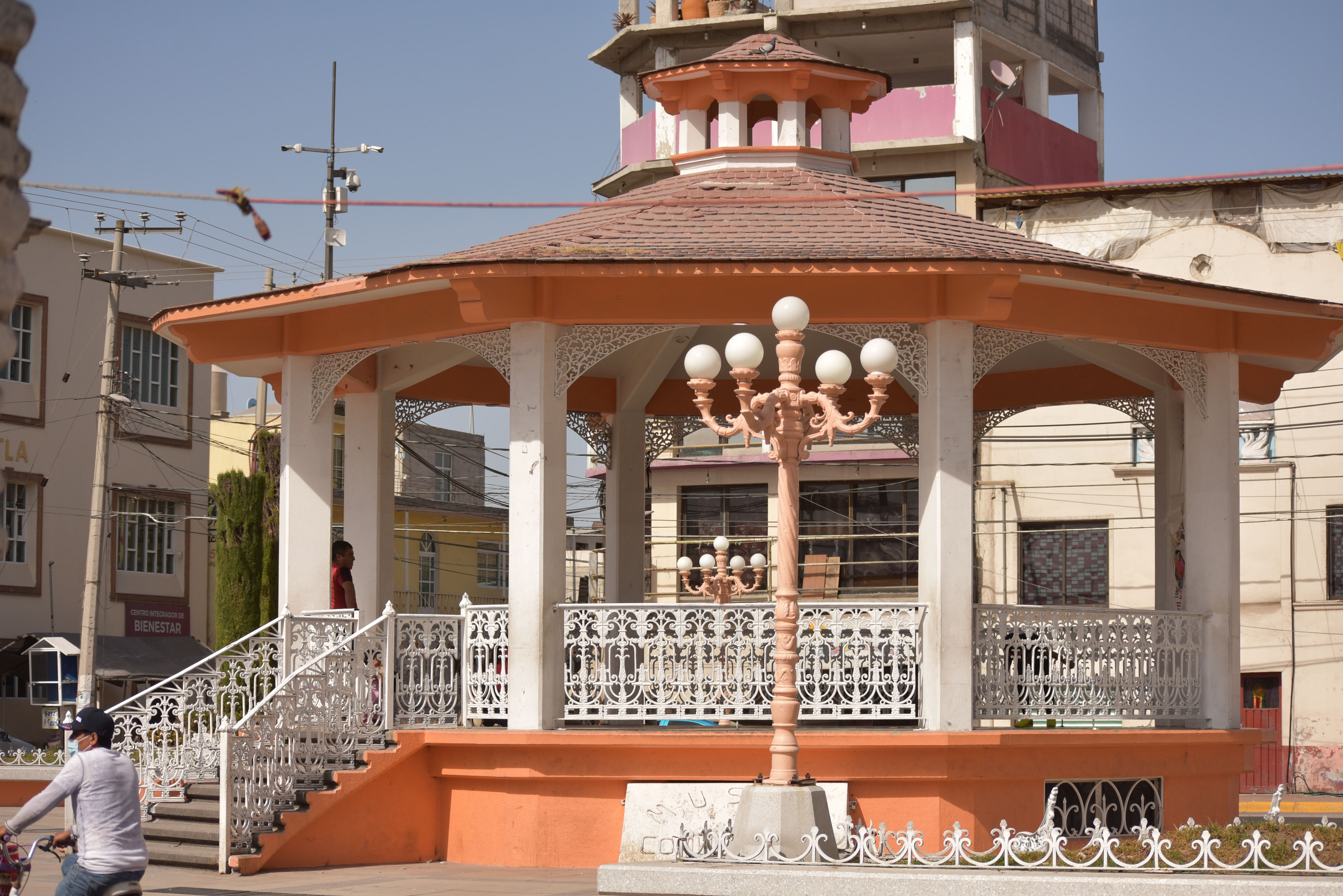
Kiosco en el Centro de Tonanitla

A partir de que Tonanitla pasó a pertenecer como pueblo al municipio de Jaltenco, las administraciones municipales reconocieron el territorio jurisdiccional que le perteneció a Tonanitla como municipio, y como tal pasó a ser parte de la jurisdicción del municipio de Jaltenco.
Posteriormente Santa María Tonanitla, como parte integrante del municipio de Jaltenco, Estado de México, obtiene 524 hectáreas de ejido en el año de 1931, de agostadero de la hacienda de Ojo de Agua, siendo Gobernador del Estado de México, el C. Filiberto Gómez. Poco después en 1935 recibe 259 hectáreas más como ampliación de su ejido, siendo Gobernador del Estado de México, el C. José Luis Solórzano.
En el año de 1949 las autoridades en funciones expropiaron un lote en el Centro de este poblado, con motivo de la construcción de la Escuela Primaria. La referida expropiación se realizó junto con la de otros vecinos, habiendo manifestado las autoridades que fungían en ese tiempo que, en virtud de que era indispensable una construcción adecuada y estando interesado el pueblo en general en que se dispusiera de una mayor extensión de terreno se veían en la urgente necesidad de recurrir a la buena voluntad de las personas que tenían casas a los alrededores de la antigua escuela.
Como un hecho histórico, pues fue el resultado de una larga lucha, de más de un siglo, de un pueblo por obtener su autonomía, la LIV Legislatura del Congreso del Estado de México emitió los decretos 152, 153 y 154 publicados en la Gaceta de Gobierno de fecha 29 de julio del mismo año, mediante los cuales se crea el municipio de Tonanitla, se agrega al listado que prevé la Ley Orgánica Municipal y se designa su Ayuntamiento provisional.

## Demografía
Santa María Tonanitla, esta población se encuentra ubicada hacia el sur de la cabecera a una distancia aproximada de 10 kilómetros, la ocupación principal de sus habitantes es la agricultura a la que se dedica la mayoría de la población cuenta con diez mil doscientos habitantes y tiene 1,700 viviendas, es la tercera localidad en importancia en este municipio.

## Cultura y Patrimonio
La feria de la comunidad es el 1° de septiembre por ser la Patrona Nuestra Señora de los Remedios. La fiesta se puede recorrer para el fin de semana más próximo y se extiende ocho días más para lo que se denomina Tornafiesta.
La Feria del Elote y del Maíz que se desarrolla desde el 2003 en la Colonia Concepción en el mes de agosto.
Otras fechas importantes en el Municipio son:
```
8 de diciembre feria de la Colonia Concepción
15 de agosto Feria de la Colonia Asunción
3 de diciembre aniversario de la erección del municipio
```

## Política y Gobierno

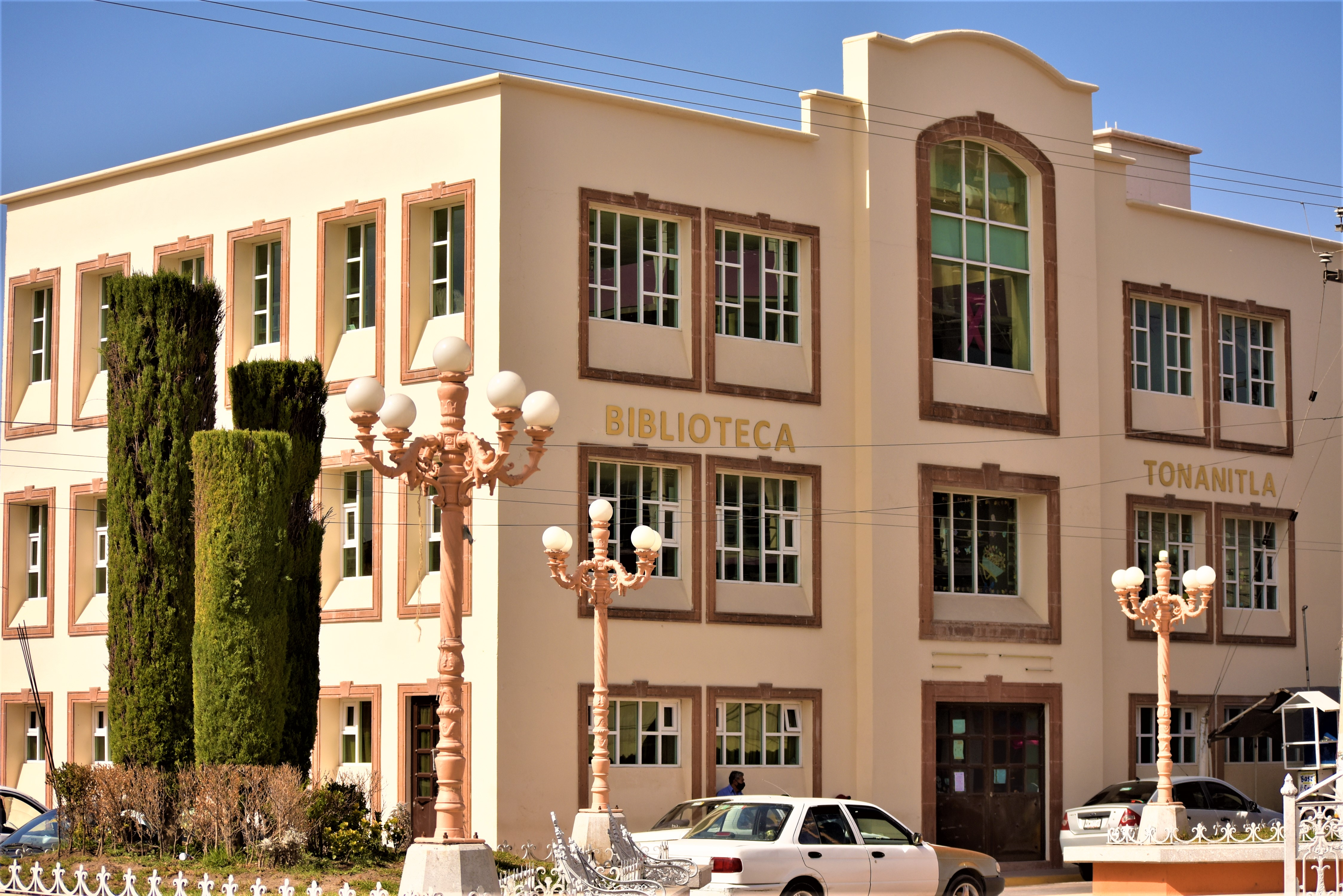
Biblioteca Pública de Tonanitla.

En fecha 3 de diciembre de 2003 se instala y entra en funciones el Ayuntamiento de Tonanitla, al entrar en vigor en ese día los decretos citados; siendo Gobernador del Estado de México Arturo Montiel Rojas y se designa un gobierno municipal. El primer presidente municipal de este comunidad fue Daniel Mauricio Martínez inhabilitado 5 años.
| Presidente                      | Periodo   |
| ------------------------------- | --------- |
| Jerónimo Martínez López         | 2006-2009 |
| José Trinidad Martínez Melchor  | 2009-2012 |
| Miguel Martínez Ortiz           | 2013-2015 |
| Gregorio Morales Gutiérrez      | 2015-2018 |
| Tomás Primo Negrete Chavarria   | 2019-2020 |
| Felipe Valentín Martínez Suárez | 2020-2021 |
| Mauro Martínez Martínez         | 2022-2024 |